# Strażnica KOP „Siergiejczyki”

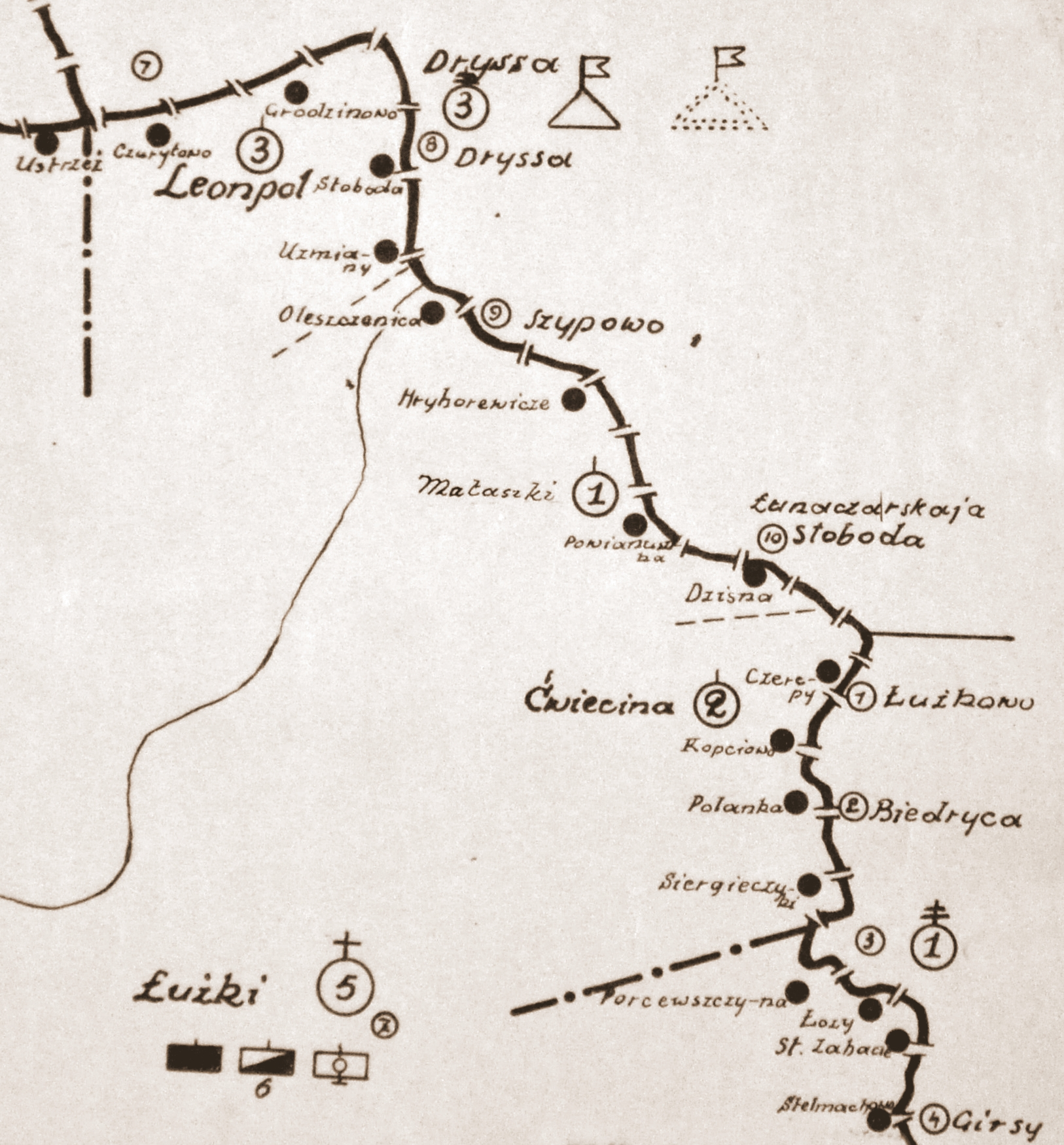
Rozmieszczenie batalionu KOP „Łużki” w 1931

Strażnica KOP „Siergiejczyki” – zasadnicza jednostka organizacyjna Korpusu Ochrony Pogranicza pełniąca służbę ochronną na granicy polsko-sowieckiej.

## Formowanie i zmiany organizacyjne
W 1924 w składzie 3 Brygady Ochrony Pogranicza, został sformowany 5 batalion graniczny. W 1928 w skład batalionu wchodziło 13 strażnic, w tym 4 strażnica KOP „Siergiejczyki”. W latach 1928–1939 strażnica znajdowała się w strukturze 2 kompanii KOP „Ćwiecino”  batalionu KOP „Łużki”. Strażnica liczyła około 18 żołnierzy i rozmieszczona była przy linii granicznej z zadaniem bezpośredniej ochrony granicy państwowej.
W 1932 obsada strażnicy zakwaterowana była w budynku KOP. Strażnicę z macierzystą kompanią łączył trakt długości 5 km i droga polna długości 7 km.

## Budynek strażnicy
Budynek strażnicy wybudowany został przez przedsiębiorstwo „S−ka Inżynierów Kijowskich” i przekazany w użytkowanie KOP 16 maja 1925 roku. Strażnica posiadała fundamenty i cokoły murowane na zaprawie cementowej z kamienia polnego z ofugowaniem cokołu i ułożeniem warstwy izolacyjnej z papy smołowej. Ściany zewnętrzne i wewnętrzne wykonane były z bali sosnowych i jodłowych grubości 16 cm, a ścianki działowe grubości 10 cm. Dach pokryty był blachą ocynkowaną. Wieża strażnicy przymocowana do dachu klamrami i śrubami posiadała schody wejściowe. Strażnica posiadała 6 pieców postawionych na pancerzach blaszanych. Kuchnia posiadała dwa kotły z paleniskami. W strażnicy znajdowały się dwa sedesy ze ściankami i skrzyniami, w stajni zaś żłób, drabina i ściek.

## Służba graniczna
Podstawową jednostką taktyczną Korpusu Ochrony Pogranicza przeznaczoną do pełnienia służby ochronnej był batalion graniczny. Odcinek batalionu dzielił się na pododcinki kompanii, a te z kolei na pododcinki strażnic, które były „zasadniczymi jednostkami pełniącymi służbę ochronną”, w sile półplutonu. Służba ochronna pełniona była systemem zmiennym, polegającym na stałym patrolowaniu strefy nadgranicznej, wystawianiu posterunków alarmowych, obserwacyjnych i kontrolnych stałych, patrolowaniu i organizowaniu zasadzek w miejscach rozpoznanych jako niebezpieczne, kontrolowaniu dokumentów i zatrzymywaniu osób podejrzanych, a także utrzymywaniu ścisłej łączności między oddziałami i władzami administracyjnymi. Strażnice KOP stanowiły pierwszy rzut ugrupowania kordonowego Korpusu Ochrony Pogranicza.
Strażnica KOP „Siergiejczyki” w 1932 ochraniała pododcinek granicy państwowej szerokości 7 kilometrów 850 metrów od słupa granicznego nr 131 do 149, a w 1938 pododcinek szerokości 8 kilometrów 250 metrów od słupa granicznego nr 127 do 149.
Sąsiednie strażnice:
- strażnica KOP „Polanka” ⇔ strażnica KOP „Parczyńszczyzna” – 1928[3], 1929[4], 1931[5] , 1932[6], 1934[7]
- strażnica KOP „Kopciowo” ⇔ strażnica KOP „Parczyńszczyzna” – 1938[8]

## Walki w 1939
17 września 1939 2 kompania KOP „Ćwiecino” por. Ksawerego Wojciechowskiego toczyła ciężkie walki. Sowieci zaatakowali też strażnicę KOP „Siergiejczyki”. 
Walkę o strażnicę przedstawia zastępca dowódcy strażnicy kpr. Józef Tylkowski:

Nasza załoga liczyła tylko dziewięciu ludzi wraz z dowódcą i kucharzem (...). Około godz. 3.45 obudził mnie dzwonek telefonu, zgłosiła się sąsiednia strażnica. Cytuję słowa, jakie zapamiętałem do tej pory: „Dajcie nam pomoc, bo jesteśmy zaatakowani przez bolszewików!” – „Już idziemy” — odpowiedziałem, ale nie wiem, czy usłyszeli, bo łączność się urwała. Obudziłem kpr. Janiszewskiego, który zarządził alarm. Spaliliśmy tajne dokumenty, szyfry itp. i wyskoczyliśmy w czwórkę do głównego wyjścia poza teren strażnicy. Zaczynało świtać, ale widoczność jeszcze była słaba. Zostaliśmy ostrzelani, co widząc, pozostała czwórka żołnierzy udała się do przeciwległego wyjścia. Wszystko to przebiegało błyskawicznie. Strzelaliśmy będąc pod ogniem napastników. Ze względu na szczupłe siły o zorganizowanym oporze nie mogło być mowy. Znaleźliśmy się prawie w okrążeniu, każdy myślał o sobie. Napastnicy chcieli nas wziąć żywcem, doszło nawet do walki wręcz, gdyż chcieliśmy za wszelką cenę się wyrwać, nikt z nas nie chciał iść do niewoli. W końcu czterech z naszej strażnicy zdołało się przebić – kpr. Janiszewski, ja, lekko ranny bagnetem w prawą pierś i dwóch żołnierzy. Co się stało z resztą załogi strażnicy – nie wiem.